# Godveerdegem
Godveerdegem is een dorp in de Belgische provincie Oost-Vlaanderen en een deelgemeente van de stad Zottegem, het was een zelfstandige gemeente tot aan de gemeentelijke herindeling van 1971. Het dorp ligt net ten zuiden van het stadscentrum van Zottegem, en is er tegenwoordig door bebouwing mee verbonden. Het dorp ligt in de Vlaamse Ardennen.

## Geschiedenis
De naam Godveerdegem (1176 Gotferthengem) komt van de Germaanse stamhoofdnaam 'Gudafrith' + 'ingahaim' (woonplaats van de lieden van) . Godveerdegem werd in de 13de eeuw in oorkonden vermeld (Geraard en Willem van Godveerdegem 1214); later kwam het onder het gezag van de heren van Zottegem in de baronie Zottegem .

## Bezienswaardigheden
- De Sint-Paulus-Bekeringkerk is beschermd als monument, samen met de pastorie.

## Natuur en landschap
Godveerdegem ligt in de Vlaamse Ardennen op een hoogte van 70-90 meter. Hier ontspringt de Molenbeek-Ter Erpenbeek die in noordoostelijke richting stroomt. De kom van Godveerdegem ligt min of meer aaneengebouwd met die van Zottegem.

## Demografische ontwikkeling
- Bronnen:NIS, Opm:1831 tot en met 1970=volkstellingen

## Afbeeldingen

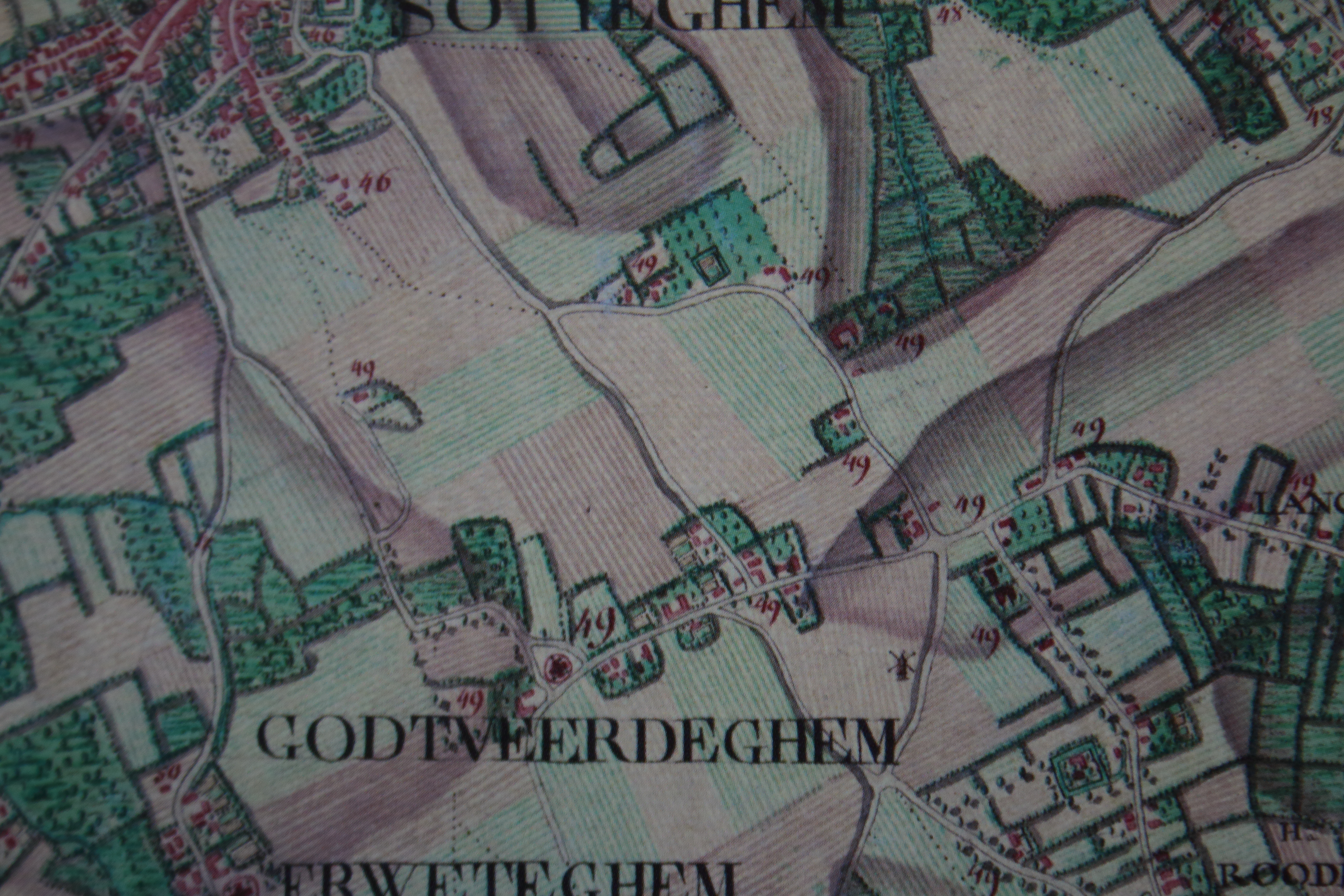
Godveerdegem op de Ferrariskaart.
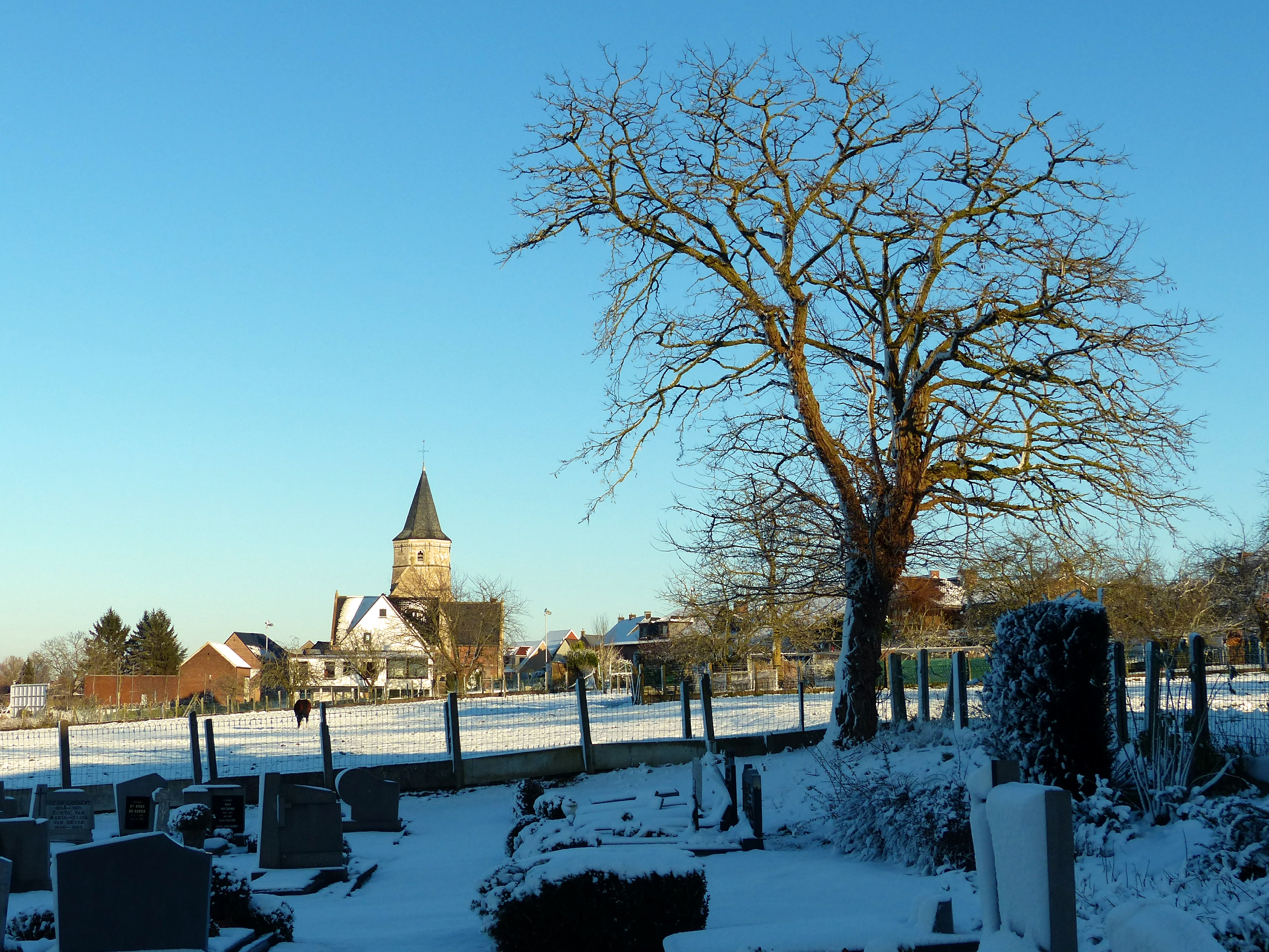
Zicht op het dorp.
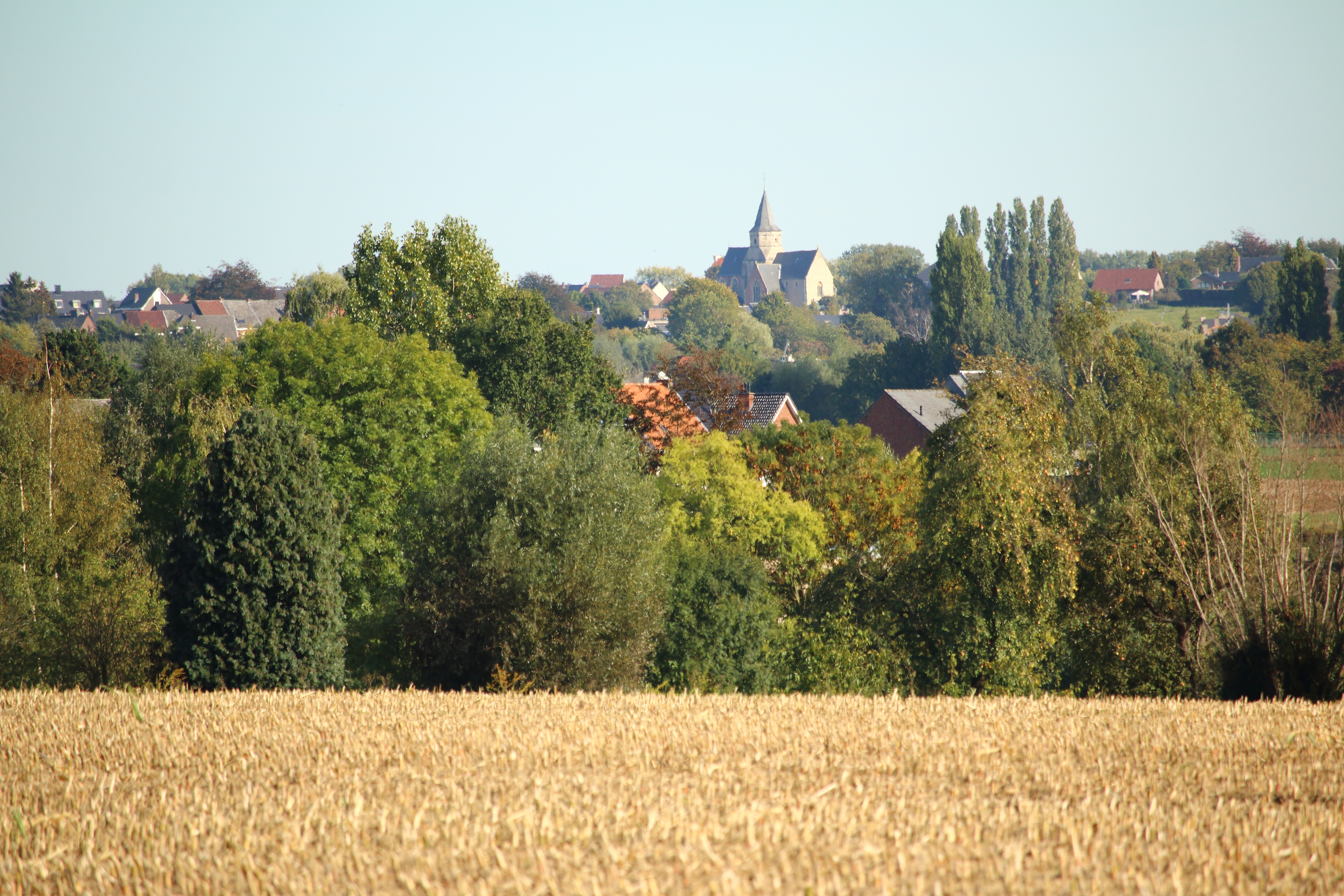
Zicht op het dorp.
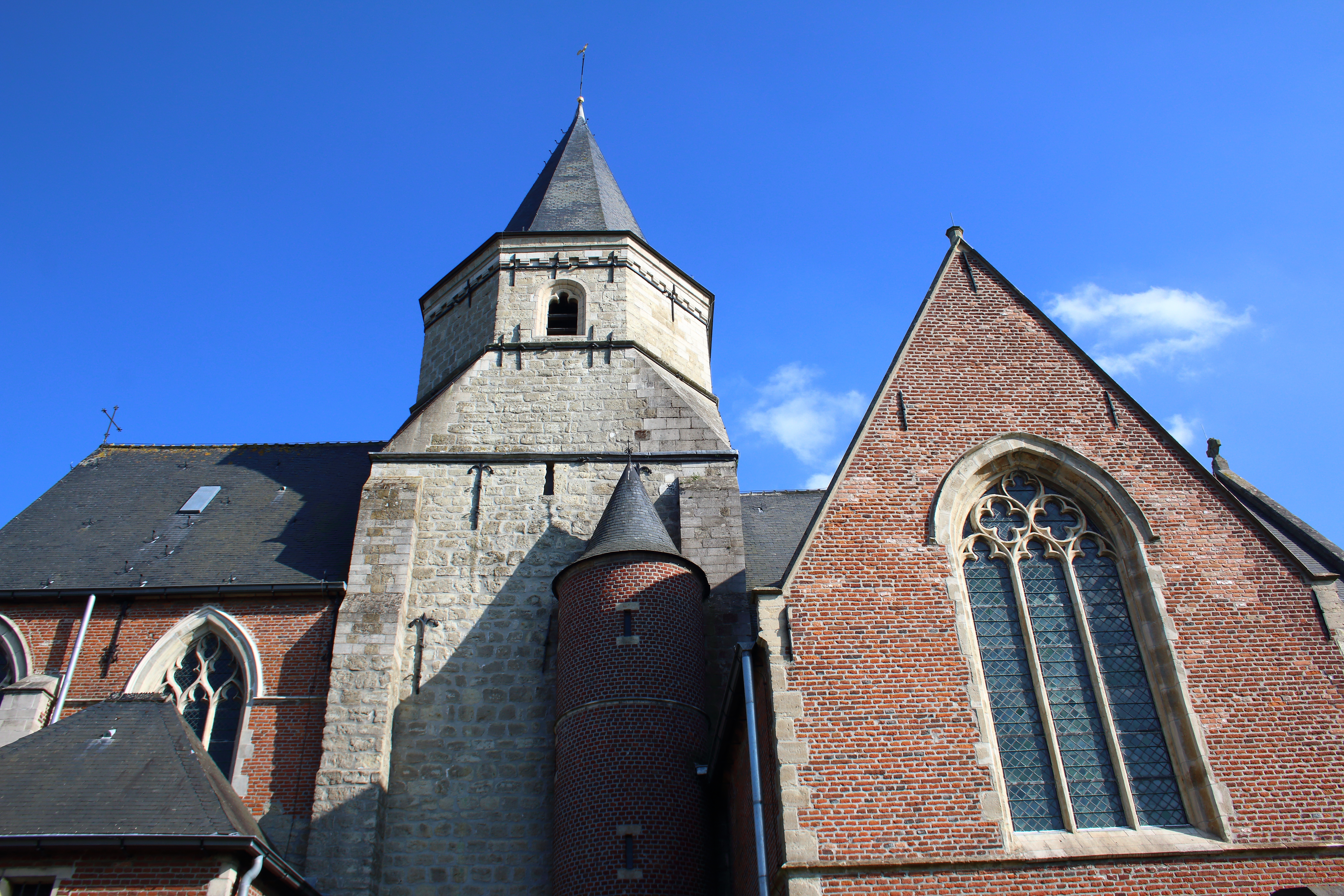
Sint-Paulus-Bekeringkerk.
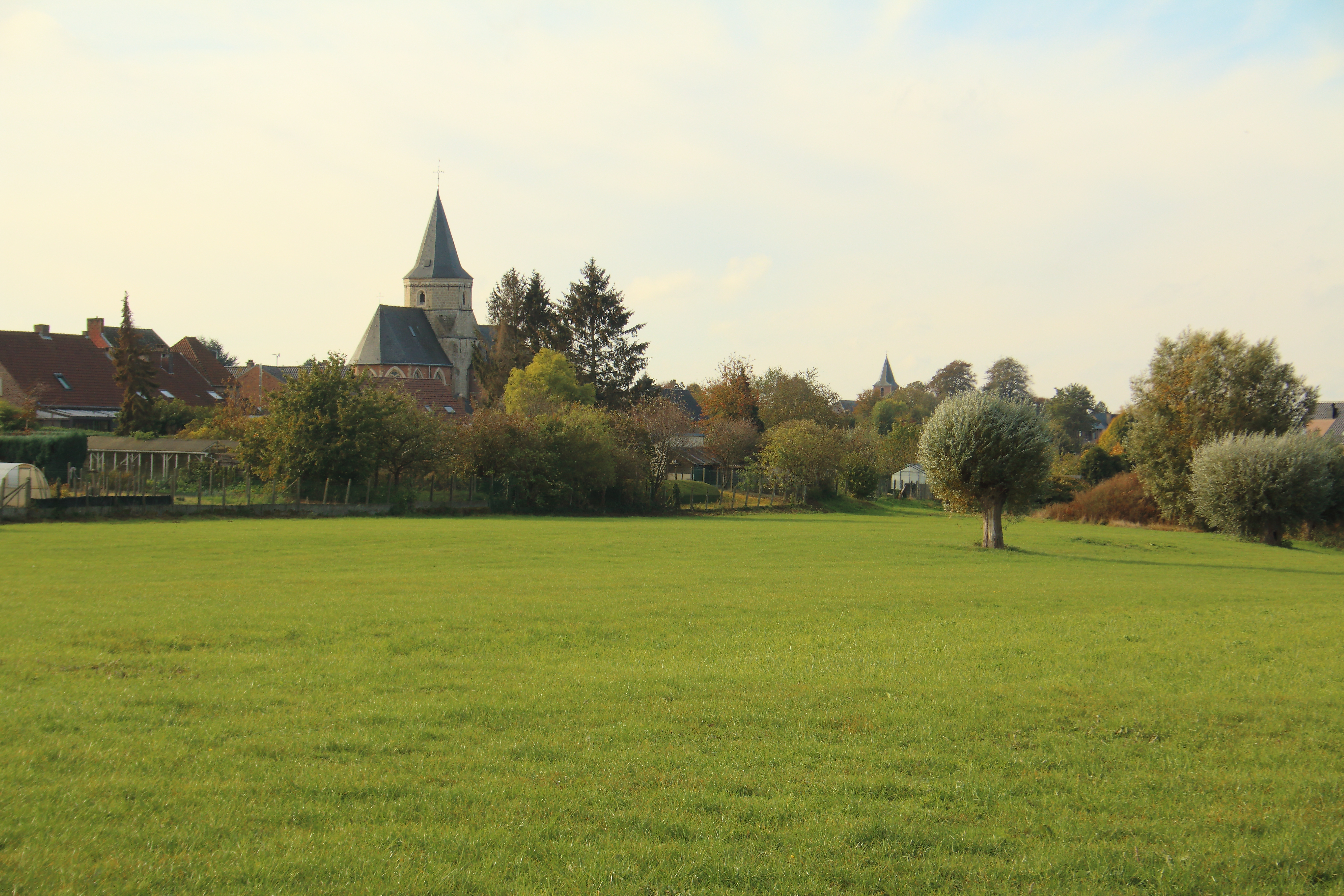
Zicht op het dorp.

## Verenigingen
- Picarrencomité: organiseert jaarlijks terugkerende evenementen zoals Picarrenfeesten (picarren is een bijnaam van de inwoners, verwijzend naar degenen onder hen die in Picardië op de velden gingen werken voor de bietenoogst) en Gezinsfietstocht. De Picarrenfeesten ontstonden in 1978 tijdens het Jaar van het Dorp, waarbij een actiecomité de Picarrenfeesten organiseerde ter vervanging van de al lang voordien gestopte dorpskermis.[3] Een andere bijnaam is flierefluiters.[4]

## Nabijgelegen kernen
Zottegem, Grotenberge, Bevegem, Erwetegem
Deelgemeenten: Elene · Erwetegem · Godveerdegem · Grotenberge · Leeuwergem · Oombergen · Sint-Goriks-Oudenhove · Sint-Maria-Oudenhove · Strijpen · Velzeke-Ruddershove · Zottegem

Plaatsen, gehuchten en wijken: Bevegem · Ruddershove · Velzeke 

Belgische gemeenten · Arrondissement Aalst · Oost-Vlaanderen · Vlaanderen